# Grab von Aska

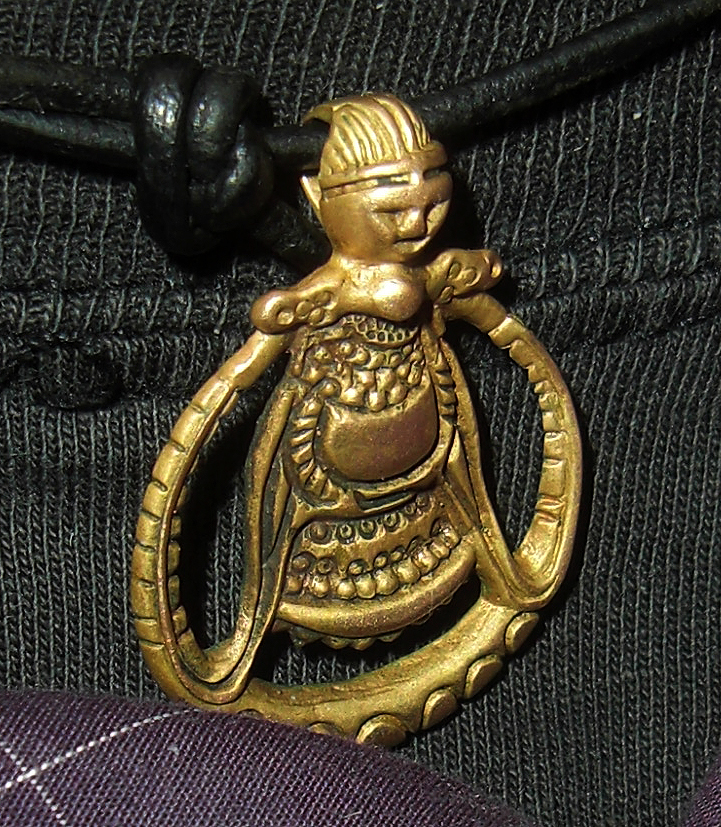
Kopie eines silbernen Freya-Amuletts aus Aska

Das Grab von Aska bei Aska/Hagebyhöga in der Provinz Östergötland nimmt unter den wikingerzeitlichen Gräbern Schwedens aufgrund seiner Fundqualität eine Sonderstellung ein. 

## Grabinhalt
Die Brandbestattung einer Frau lag unweit des Askahögen unter einer etwa 6,0 Meter weiten Röse. Das Grab aus der zweiten Hälfte des 10. Jahrhunderts enthielt gut gearbeiteten und erhaltenen Silberschmuck, ein Bronzegefäß, Bronzeschmuck und Pferdegeschirr, darunter vier Kummetbeschläge und vier Zaumzeuge. 
Der Silberschmuck besteht aus sieben Anhängern, einem Beschlag und einer Kleeblattfibel. Fünf der Anhänger sind birnenförmige vergoldete Berlocken, die mit kleinen Silberringen und Silberkörnern sowie an den Spitzen jeweils mit einer Traube gröberer Silberkörner verziert sind. Sie erinnern an die älteren, filigranen Goldberlocken. 
Die Berlocken von Aska stammen eventuell aus Südrussland, also dem Gebiet, das als Herkunftsgebiet für die Goldberlocken der römischen Kaiserzeit angesehen wird. Das würde bedeuten, dass sich die auf skythisch-griechische Vorbilder zurückgehende Schmuckform dort mehr als 500 Jahre gehalten hätte. In den Zeiten, als Verbindungen zwischen dem Norden und dem pontischen Gebiet bestanden, hat diese Form – einmal als Idee, einmal als Fertigprodukt – im Norden Eingang gefunden.
Ein runder, filigranverzierter Anhänger besteht aus Silber. Ein viereckiger, durchbrochener Silberanhänger zeigt einen Vierfüßler im Kampf mit einer Schlange. Ein tüllenförmiger Endbeschlag eines Messergriffes wurde sekundär als Anhänger benutzt und wird von einem behelmten Kriegerkopf in Flachrelief geschmückt. Als einzige Silbergegenstand weist die im Borrestil verzierte Kleeblattfibel Feuerspuren auf. 
Ein karaffenartiges, etwa 30 cm hohes Bronzegefäß mit Griff stammt vielleicht aus Samarqand oder Buchara und wurde während der Samanidenzeit (810–1005) verhandelt. Eine ähnliche, schon in alter Zeit umgearbeitete Flasche lag in einem Körpergrab bei Tuna/Hjälsta in der Provinz Uppland, eine zweite war der Behälter für den Silberschatz von Fölhagen/Björke auf Gotland, eine dritte, mit arabischen Münzen gefüllt, wurde bei Bertby/Saltvik auf Åland geborgen und eine vierte lag in einem Brandgrab bei Klinta/Köping auf Öland.